# Villiers-le-Sec (Alt Marne)
Villiers-le-Sec és un municipi francès situat al departament de l'Alt Marne i a la regió del Gran Est. L'any 2007 tenia 600 habitants.

## Demografia

### Població
El 2007 la població de fet de Villiers-le-Sec era de 600 persones. Hi havia 235 famílies de les quals 49 eren unipersonals (21 homes vivint sols i 28 dones vivint soles), 84 parelles sense fills, 81 parelles amb fills i 21 famílies monoparentals amb fills.
La població ha evolucionat segons el següent gràfic:
Habitants censats

### Habitatges
El 2007 hi havia 262 habitatges, 244 eren l'habitatge principal de la família, 1 era una segona residència i 17 estaven desocupats. 246 eren cases i 14 eren apartaments. Dels 244 habitatges principals, 161 estaven ocupats pels seus propietaris, 81 estaven llogats i ocupats pels llogaters i 3 estaven cedits a títol gratuït; 1 tenia una cambra, 4 en tenien dues, 40 en tenien tres, 67 en tenien quatre i 132 en tenien cinc o més. 227 habitatges disposaven pel capbaix d'una plaça de pàrquing. A 100 habitatges hi havia un automòbil i a 125 n'hi havia dos o més.

### Piràmide de població
La piràmide de població per edats i sexe el 2009 era:
| Homes | Edats   | Dones |
| ----- | ------- | ----- |
| 0     | 95 o +  | 4     |
| 0     | 90 a 94 | 0     |
| 4     | 85 a 89 | 0     |
| 4     | 80 a 84 | 0     |
| 8     | 75 a 79 | 8     |
| 16    | 70 a 74 | 24    |
| 16    | 65 a 69 | 8     |
| 4     | 60 a 64 | 16    |
| 16    | 55 a 59 | 12    |
| 24    | 50 a 54 | 16    |
| 24    | 45 a 49 | 32    |
| 20    | 40 a 44 | 20    |
| 16    | 35 a 39 | 32    |
| 16    | 30 a 34 | 20    |
| 24    | 25 a 29 | 20    |
| 4     | 20 a 24 | 12    |
| 28    | 15 a 19 | 12    |
| 32    | 10 a 14 | 12    |
| 36    | 5 a 9   | 8     |
| 12    | 0 a 4   | 0     |

## Economia
El 2007 la població en edat de treballar era de 400 persones, 303 eren actives i 97 eren inactives. De les 303 persones actives 277 estaven ocupades (151 homes i 126 dones) i 25 estaven aturades (7 homes i 18 dones). De les 97 persones inactives 35 estaven jubilades, 31 estaven estudiant i 31 estaven classificades com a «altres inactius».

### Ingressos
El 2009 a Villiers-le-Sec hi havia 274 unitats fiscals que integraven 686 persones, la mediana anual d'ingressos fiscals per persona era de 17.199 €.

### Activitats econòmiques
Dels 23 establiments que hi havia el 2007, 1 era d'una empresa alimentària, 1 d'una empresa de fabricació d'altres productes industrials, 3 d'empreses de construcció, 9 d'empreses de comerç i reparació d'automòbils, 1 d'una empresa de transport, 1 d'una empresa d'hostatgeria i restauració, 1 d'una empresa financera, 1 d'una empresa immobiliària, 1 d'una empresa de serveis, 2 d'entitats de l'administració pública i 2 d'empreses classificades com a «altres activitats de serveis».
Dels 9 establiments de servei als particulars que hi havia el 2009, 1 era una oficina de correu, 3 tallers de reparació d'automòbils i de material agrícola, 2 guixaires pintors, 1 electricista, 1 perruqueria i 1 restaurant.
Dels 3 establiments comercials que hi havia el 2009, 1 era una botiga de menys de 120 m² i 2 floristeries.
L'any 2000 a Villiers-le-Sec hi havia 7 explotacions agrícoles que ocupaven un total de 676 hectàrees.

## Equipaments sanitaris i escolars
El 2009 hi havia una escola elemental integrada dins d'un grup escolar amb les comunes properes formant una escola dispersa.

## Poblacions més properes
El següent diagrama mostra les poblacions més properes.